# Trox arcuatus
Trox arcuatus är en skalbaggsart som beskrevs av Haaf 1953. Trox arcuatus ingår i släktet Trox och familjen knotbaggar. Inga underarter finns listade i Catalogue of Life.